# 3816 Chugainov
3816 Chugainov је астероид главног астероидног појаса чија средња удаљеност од Сунца износи 2,606 астрономских јединица (АЈ).
Апсолутна магнитуда астероида је 11,9.